# Omul dedublat
Omul dedublat este un roman din 1846 al scriitorului rus Feodor Dostoievski. Protagonistul operei se numește Iakov Petrovici Goliadkin. Romanul folosește tema doppelgänger-ului, a dublului. Dintre toate operele lui Dostoievski, acest text este printre cele mai influențate de proza lui Nikolai Gogol, în special povestirile Mantaua și Însemnările unui nebun.
Rezumat
În Sankt Petersburg, Yakov Petrovici Goliadkin lucrează ca sfetnic titular (rangul 9 în Tabelul Rangurilor stabilit de Petru cel Mare), un birocrat de nivel inferior care se luptă să reușească.
Goliadkin are o discuție importantă cu medicul său, doctorul Rutenspitz, care se teme pentru sănătatea sa mintală și îi spune că comportamentul său este periculos de antisocial. Acesta îi prescrie drept remediu "compania veselă". Goliadkin hotărăște să încerce acest lucru și părăsește cabinetul. El se îndreaptă către petrecerea de aniversare a Klarei Olsufievna, fiica managerului său de birou. Fiind neinvitat, o serie de gafe duc la expulzarea sa de la petrecere. În drum spre casă, printr-o furtună de zăpadă, întâlnește un bărbat care arată exact ca el, dublul său. Următoarele două treimi din roman tratează evoluția relației lor.

La început, Goliadkin și dublul său sunt prieteni, dar Goliadkin Jr. începe să încerce să preia viața lui Sr., și devin dușmani înverșunați. Deoarece Goliadkin Jr. are toate calitățile de șarm, unctuozitate și abilități sociale pe care Goliadkin Sr. le lipsește, el este foarte bine văzut printre colegii de birou. La finalul povestirii, Goliadkin Sr. începe să vadă multe replici ale sale, are o cădere psihotică și este dus cu forța la un azil de doctorul Rutenspitz.